# جان كلود سيمون
جان كلود سيمون (بالفرنسية: Jean-Claude Simon)‏ هو فيزيائي فرنسي، ولد في 1948 في دا لات في فيتنام.